# Bezoek van Albrecht Dürer in Antwerpen in 1520
In 1855 vervaardigde Henri Leys dit Bezoek van Albrecht Dürer aan Antwerpen in 1520. Het mahoniehouten paneel meet 140 x 210 cm en behoort tot de collectie van het Koninklijk Museum voor Schone Kunsten Antwerpen. Het draagt er inventarisnummer 2198.

## Context
Zondag 19 augustus 1520 woonde de beroemde kunstenaar Albrecht Dürer (1471-1528) de ruim twee uur durende Onze-Lieve-Vrouweprocessie van de Antwerpse gilde van de voetboogschutters bij. Hij noteerde alles wat hij zag nauwkeurig in zijn reisjournaal. De feestende mensenmassa in hun zondagse outfits, de muzikanten en hun instrumenten, de processietoortsen, de stoet van beroepscorporaties, wereldlijke en geestelijke gezagsdragers en de praalwagens met Bijbelse taferelen. Hij sloot zijn relaas af met de zin "Ik heb meer gezien dan dat ik in één boek vertellen kan".
Eeuwen later vormde dat dagboekfragment de basis van Henri Leys’ Bezoek van Albrecht Dürer aan Antwerpen in 1520. Leys was een Antwerpse schilder die tot de romantisch-realistische school gerekend wordt. Deze oom van Henri De Braekeleer schilderde voornamelijk portretten, genretaferelen en historiestukken. Kunstwetenschappers typeren hem als de herontdekker van het kolorisme in de Vlaamse schilderkunst. Tijdens zijn reis naar Duitsland (1852) leerde Leys de werken van Dürer kennen en al snel ontwikkelde hij een grote bewondering voor de zestiende-eeuwse kunstenaar. Vooral na deze reis Leys’ romantische historieschilderijen zich ontwikkelen tot degelijk gedocumenteerde historiestukken. De bijzondere artistieke waarde schrijven kunsthistorici toe aan Ley’s aandacht voor de lijnvoering, details en (inhoudelijke en vormelijke) verwijzingen naar de zestiende-eeuwse Zuidelijke Nederlanden. Op die manier kwam Leys tot een archaïsche stijl. Deze kenmerkt zich door zijn verinnerlijkt en verstild romantisme met een intellectuele dimensie.
In het voorbereidende onderzoek van dit werk consulteerde Leys de publicatie van Frederic Verachter, de Antwerpse stadsarchivarisch. Deze had in 1840 reeds alle gegevens over Dürers verblijf in de Nederlanden verzameld. Hij had bovendien het reisjournaal vertaald. Dat neemt niet weg dat enkele details in de voorstelling fout zijn. Zo verzon Leys de aanwezigheid van Quinten Massijs en Erasmus. Bovendien is het portret van de eerste imaginair en gaf Leys Erasmus de gelaatstrekken van Pieter Gillis, een andere Antwerpse stadsarchivaris. Bezoek van Albrecht Dürer aan Antwerpen in 1520 lijkt aldus een historisch verantwoorde voorstelling, maar is feitelijk een nostalgische terugblik van een negentiende-eeuwse kunstenaar op het rijke intellectuele en artistieke verleden van Antwerpen (aanvang Gouden Eeuw). Het was een verzuchting die Leys deelde met veel van zijn artistieke tijdgenoten.

## Beschrijving
Het werk toont Albrecht Dürer, die vanonder de luifel van Joost Planckfelds herberg Engelenborch in de Antwerpse Wolstraat de processie van de voetboogschutters ziet voorbijtrekken. Naast hem staat Quinten Massijs die hem uitleg bij de processie geeft. Desiderius Erasmus wijst Agnes Frey, Dürers echtgenote, dan weer iets aan. In het midden van het werk zijn de ruggen van Susanna en een kind te zien. Susanna was de meid die het echtpaar vergezelde.
Het werk doet enigszins denken aan een toneelvoorstelling, mogelijk door de luifel van waaruit de toeschouwer het geheel gadeslaat. De veelheid aan personages, zowel klein als groot; de fraaie gekleurde gewaden en het decor van de oude gevels maken van het werk een boeiende voorstelling. Een driedimensionale indruk wordt gecreëerd door een raster van horizontale en verticale lijnen. De middeleeuwse architectuur wordt echter herleidt tot een smal podium op de voorgrond waarop de hoofdfiguren zijn afgebeeld. Ondanks de vele deelnemers en toeschouwers lijkt de voorstelling zeer sereen. Alle gebaren op het schilderij zijn zeer sereen en het lijkt alsof niemand spreekt.
Opvallend genoeg plaatste Leys het onderwerp van zijn paneel uiterst rechts. Voor toeschouwers die niet weten hoe de Duitse kunstenaar met zijn typische fysionomie en haartooi eruitzag, blijft Dürer slechts een marginale figuur in een halve schaduw. Leys maakte geen verschil tussen hoofd- en bijzaak. De gekozen locatie lijkt eerder toevallig, wat het geheel authenticiteit doet uitstralen. Het versterkt de objectiviteitswaarde en de toeschouwer gelooft werkelijk dat de voorstelling plaatsvond. Kunstwetenschappers toonden echter al aan dat dit niet het geval was. Het was Leys namelijk niet zozeer te doen om het historische moment weer te geven, maar – zoals hierboven reeds aangegeven – om te refereren aan de Antwerpse Gouden Eeuw. Op die manier creëerde hij als het ware een invented tradition, een nieuwe traditie voor de jonge Belgische natie.

## Provenance
In 1931 kocht het Koninklijk Museum voor Schone Kunsten Antwerpen het werk van Paul Boudet. Deze Franse immobiliënmakelaar uit Nice presenteerde het werk in zijn brief van 22 mei 1931 aan Guillaume Campo. Het behoorde voordien tot de collectie van Santiago Drake del Castillo (1805-1871). Deze Engels-Spaanse edelman was eigenaar van het Château de Candé te Monts en had zijn fortuin vergaard dankzij suiker-, koffie- en tabaksplantages in Cuba. Hij had het paneel in 1860 voor 50.000 F.F. gekocht. Boudet vroeg er 175.000 F.F. voor. De Franse zakenman zou nog meer brieven sturen; zijn brief van 6 juni 1931 bevatte een foto van het werk, in zijn brief van 15 juni 1931 stelde hij de prijs vast op 125.000 F.F. en meldde hij dat hij onderhandelde met een Londens veilinghuis en het Louvre. Het Antwerpse museum, aangemoedigd door Artibus Patriae, was echter geïnteresseerd. Enkele weken later, op 26 augustus 1931, besliste het Antwerpse schepencollege daarom dat de Stad Antwerpen mee zou tussenkomen in de aankoop van het schilderij. De verkoop werd uiteindelijk afgerond op 19 december 1931, toen Campo, die de hele onderneming bemiddeld had, een ontvangstbewijs van 110.000 BEF ontving. 50.000 BEF werd door het Koninklijk Museum voor Schone Kunsten Antwerpen (Ministerie van Kunsten en Wetenschappen) betaald, 30.000 BEF door de stad Antwerpen en 30.000 BEF door Artibus Patriae.

## Referentielijst
1. ↑  Siska Beele, in Het Museumboek. Hoogtepunten uit de verzameling, 2003, p. 138.
2. ↑  https://web.archive.org/web/20161110002455/http://www.kmska.be/nl/collectie/highlights/BezoekAlbrechtDurer.html ; Ralph Gleis in Museumkrant KMSKA, jaargang 14 / N° 55, 2007; Siska Beele, in Het Museumboek. Hoogtepunten uit de verzameling, 2003, p. 138.
3. 1 2  Jan Lea Broeckx in Musea van België. Koninklijk Museum voor Schone Kunsten te Antwerpen. Moderne meesters, 1958, nr. 3.
4. ↑  Topstukken, 2007.
5. ↑  https://www.kmska.be/nl/collectie/highlights/BezoekAlbrechtDurer.html ; Siska Beele, in Het Museumboek. Hoogtepunten uit de verzameling, 2003, p. 138.
6. ↑  https://www.kmska.be/nl/collectie/highlights/BezoekAlbrechtDurer.html ; Siska Beele, in Het Museumboek. Hoogtepunten uit de verzameling, 2003, p. 138; Exposition Nationale des Beaux-Arts, Salon d’Anvers, 1855, p. 75 ; Jan Lea Broeckx in Musea van België. Koninklijk Museum voor Schone Kunsten te Antwerpen. Moderne meesters, 1958, nr. 3.
7. 1 2  Ralph Gleis in Museumkrant KMSKA, jaargang 14 / N° 55, 2007.
8. ↑  België werd opgericht in 1830, slechts 25 jaar voor Leys dit werk schilderde. Ralph Gleis in Museumkrant KMSKA, jaargang 14 / N° 55, 2007.
9. ↑  Artibus Patriae (1864-1964) was een vereniging die tot doel had de collectie van het KMSKA aan te vullen met Antwerpse oude meesters.